# Emanuele Sella
Emanuele Sella (* 9. Januar 1981 in Vicenza) ist ein ehemaliger italienischer Radrennfahrer.
Sella wurde 2004 bei Ceramiche Panaria Profi. Seinen ersten Erfolg feierte er beim Giro d’Italia 2004. Durch einen Ausreißversuch gewann er eine mittelschwere Bergetappe und war neben Damiano Cunego eine große Neuentdeckung. In der Gesamtwertung wurde er Zwölfter. Beim Giro d’Italia 2005 verbesserte er sich auf den zehnten Gesamtrang. Außerdem gewann er im folgenden Juli das Etappenrennen Brixia Tour
Überraschen konnte Sella beim Giro d’Italia 2008, bei dem er drei schwere Bergetappen und die Bergwertung für sich entscheiden konnte. Am 5. August 2008 wurde bekannt, dass Sella während einer Trainingskontrolle am 23. Juli 2008 positiv auf das EPO-Präparat CERA getestet wurde. Kurze Zeit später gestand er das Doping. Er wurde vom 19. August 2008 bis 18. August 2009 für ein Jahr gesperrt. Wegen seiner Kooperation mit den Ermittlern erhielt er eine verkürzte Strafe.
Nach Ablauf seiner Sperre gewann er 2011 die Gesamtwertung der Settimana Internazionale und 2012 die Eintagesrennen Coppa Agostoni und Gran Premio Industria & Commercio di Prato. Nach Ablauf der Saison 2015 beendete er seine Karriere.

## Erfolge
2004
- eine Etappe Giro d’Italia
- Trofeo Città di Castelfidardo

2005
- Gesamtwertung Brixia Tour

2007
- eine Etappe Brixia Tour

2008
- eine Etappe Settimana Internazionale
- drei Etappen und Bergwertung Giro d’Italia

2009
- eine Etappe Cinturó de l’Empordà

2011
- Gesamtwertung, eine Etappe und Mannschaftszeitfahren Settimana Internazionale

2012
- Coppa Agostoni
- Gran Premio Industria & Commercio di Prato

## Grand-Tour-Platzierungen
| Grand Tour            | 2004 | 2005 | 2006 | 2007 | 2008 | 2009 | 2010 | 2011 | 2012 | 2013 | 2014 | 2015 |
| --------------------- | ---- | ---- | ---- | ---- | ---- | ---- | ---- | ---- | ---- | ---- | ---- | ---- |
| Giro d’ItaliaGiro     | 12   | 10   | 26   | 11   | 6    | –    | –    | 35   | 45   | 58   | 63   | –    |
| Tour de FranceTour    | –    | –    | –    | –    | –    | –    | –    | –    | –    | –    | –    | –    |
| Vuelta a EspañaVuelta | –    | –    | –    | –    | –    | –    | –    | –    | –    | –    | –    | –    |